# Paninternational
La Paninternational era una compagnia aerea a basso costo della Germania Ovest con sede a Monaco di Baviera e avente come basi l'aeroporto di Monaco-Riem e l'aeroporto di Düsseldorf.

## Storia
La compagnia aerea venne fondata dal tour operator Paneuropa con sede a Monaco nel 1968 come Panair e iniziando le operazioni il 1 gennaio 1970. Dopo aver iniziato i voli in Europa utilizzando i nuovi BAC 1-11-515FB, Paninternational comprò subito due Boeing 707-120B (precedentemente appartenenti ad American Airlines) per espandersi nei voli a lungo raggio.
Cessò le operazioni già il 6 ottobre 1971 in seguito all'incidente del volo 112, ottenendo grande attenzione da parte dei media e molta pubblicità negativa.

## Flotta
Paninternational gestiva i seguenti aeromobili: 2 Boeing 707-120B (introdotti nel 1970 e pensionati solo l'anno dopo), 4 BAC 1-11-515FB (di cui uno perso nel 1971) e un Sud Aviation Caravelle III preso in leasing nel '69, ma ceduto poco tempo dopo.

## Incidenti
- Volo Paninternational 112: il 6 settembre 1971, un BAC 1-11-515FB (registrato D-ALAR) si distrusse quando atterrò su un'autostrada poco dopo il decollo dall'aeroporto di Amburgo in rotta per Malaga. I 22 passeggeri e l'equipaggio morirono nell'incidente, per colpa di un riempimento involontario del sistema di iniezione dell'acqua del motore dell'aereo con carburante per aerei, il che guastò entrambi i motori.[3]